# 拾回桥镇
拾回桥镇，是中华人民共和国湖北省荆门市沙洋县下辖的一个乡镇级行政单位。因接赵子龙十回而得名

## 行政区划
拾回桥镇下辖以下地区：
工商街居民社区、新河街社区、接龙桥社区、北街路社区、杨场村、香店村、周店村、王桥村、五八村、丁新村、丁岗村、刘店村、七里村、老山村、古林村、瓦庙村、大新村、塘坡村、马新村、东风村和桥河村。